# Houshang Golshiri
Houshang Golshiri (16 de marzo de 1938 - 5 de junio de 2000) fue un escritor, crítico y editor de ficción iraní. Fue uno de los primeros escritores iraníes en utilizar técnicas literarias modernas, y es reconocido como uno de los escritores más influyentes de la prosa persa del siglo XX.

## Biografía

### Primeros años
Golshiri nació en Isfahán en 1938 y se crio en Abadan. Provenía de una gran familia de circunstancias modestas. De 1955 a 1974, Golshiri vivió en Isfahán, donde completó una licenciatura en persa en la Universidad de Isfahán y enseñó en la escuela primaria y secundaria y en las ciudades aledañas.

### Carrera como escritor
Golshiri comenzó a escribir ficción a fines de la década de 1950. Su publicación de cuentos en Payam-e Novin y en otros lugares a comienzos de la década de 1960, su creación de Jong-e Isfahan (1965/73), la principal revista literaria publicada fuera de Teherán y su participación en los esfuerzos para reducir la censura oficial de la literatura imaginativa le trajo una reputación en los círculos literarios.
La primera colección de cuentos de Golshiri fue As Always (1968). Se hizo famoso por su primera novela Príncipe Ehtejab (1968/69). Traducido en la Literature East & West 20 (1980), es la historia de la decadencia aristocrática, lo que implica la inadecuación de la monarquía de Irán. Poco después de la producción del largometraje popular basado en la novela, las autoridades Pahlavi arrestaron a Golshiri y lo encarcelaron durante casi seis meses.
Una novela autobiográfica y menos exitosa llamada Christine and Kid salió en 1971, seguida de una colección de cuentos cortos llamada My Little Prayer Room (1975), y una novela llamada Ra'i's Lost Lamb (1977).
En 1978, Golshiri viajó a los Estados Unidos. De regreso a Irán a principios de 1979, Golshiri se casó con Farzaneh Taheri, a quien acredita con la edición de sus subsecuentes escritos y fue activo en la revitalizada Asociación de Escritores iraníes, la edición de revistas, la crítica literaria y la escritura de cuentos. En la década de 1980, publicó The Fifth Innocent (1980), The Antique Chamber (1983), The Story of the Fisherman and the Demon (1984) y Five Treasures (1989), que publicó en Estocolmo durante una visita a Europa en 1989. En 1990, bajo un seudónimo, Golshiri publicó una novela llamada Rey de los Benighted, una acusación de la monarquía iraní, involucra a la literatura persa, el Partido Tudeh y la República Islámica. Una colección de historias de Golshiri en traducción estaba programada para su publicación en 1991 con el título de Sangre y aristócratas y otras historias.
En el invierno de 1998 publicó The Book of Genies y Struggle of Image with Painter, y en el otoño de 1999 lanzó una colección de artículos llamados Garden in Garden.

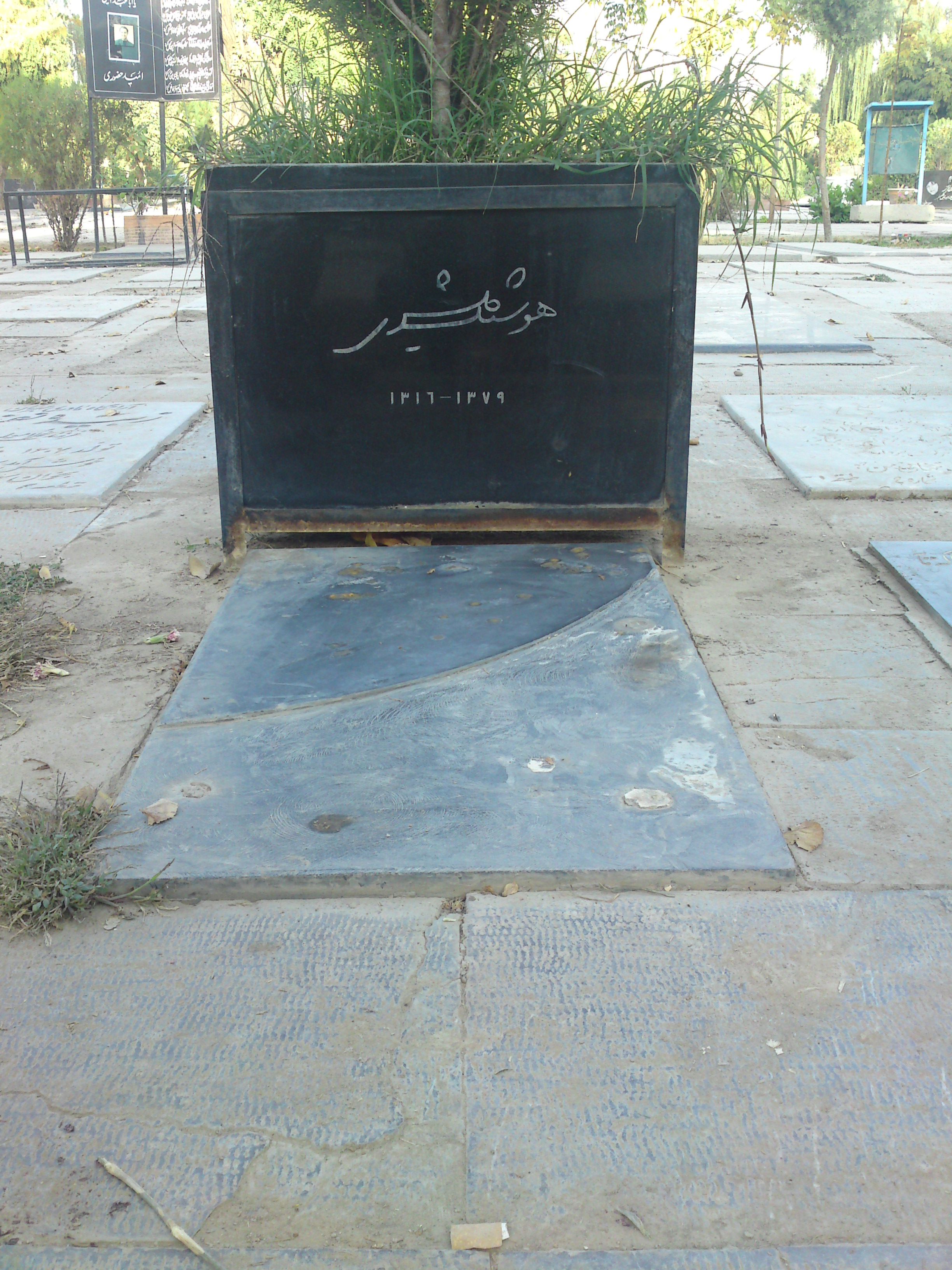
La tumba de Golshiri.

En 1999 Golshiri recibió el Premio de la Paz Erich Maria Remarque por su lucha para promover la democracia y los derechos humanos en Irán.

### Discursos y lecturas internacionales
En 1989, en su primer viaje al extranjero después de la revolución, Golshiri viajó a los Países Bajos junto con varias ciudades del Reino Unido y Suecia para dar discursos y lecturas. En 1990, viajó a la Casa de las Culturas del Mundo en Berlín, Alemania. En este viaje, habló y dio lecturas en varias ciudades de Alemania, Suecia, Dinamarca y Francia. En la primavera dos años más tarde, fue a Alemania, Estados Unidos, Suecia y Bélgica. En 1993, volvió a visitar Alemania, los Países Bajos y Bélgica.

### Muerte
Murió en el hospital Iran Mehr en Teherán en junio de 2000 a la edad de 63 años después de una larga enfermedad.

## Fundación Golshiri
Se estableció después de su muerte, una fundación con su nombre. Dirige los premios literarios Hooshang Golshiri.